# Železnica Corcovado
Železnica Corcovado (portugalsko Trem do Corcovado) je gorska zobata železnica v Riu de Janeiru v Braziliji, od Cosme Velha do vrha Corcovado na nadmorski višini 710 m. Vrh je znan po velikanskem kipu Kristusa Odrešenika ter razgledu na mesto in plaže.

## Zgodovina
Železnico je 9. oktobra 1884 odprl cesar Dom Peter II. Brazilski. Progo so sprva vlekle parne lokomotive, leta 1910 pa je bila proga elektrificirana, prva v Braziliji. Leta 1980 so ga ponovno opremili z vlaki, ki jih je izdelalo Swiss Locomotive and Machine Works (SLM) iz Winterthurja v Švici, ti pa so bili leta 2019 zamenjani z vozili podjetja Stadler Rail, naslednika SLM.
Na progi so se vozili številni znani ljudje, med njimi papež Pij XII., papež Janez Pavel II., Alberto Santos-Dumont, Albert Einstein, Diana, valižanska princesa in general Sherman.

## Pot in delovanje
Proga je dolga 3,824 km in ima skupno štiri postaje. Končni postaji sta zgodovinska bazna postaja v Cosme Velho in vrh Corcovada.
Železnica je bila zgrajena z uporabo metrske širine in sistema zob Riggenbach in ima največji naklon 30 %. To je ena redkih preostalih železnic, ki uporablja trifazno električno energijo z dvema nadzemnima vodnikoma, pri 900 V 60 Hz.
Potniki se vozijo v po meri zgrajenih električnih motornih vozilih (EMU), ki jih je izdelal Stadler. Vozila, predstavljena leta 2019, lahko dosežejo največjo hitrost 25 km/h (16 mph) v primerjavi s prejšnjo največjo hitrostjo 15 km/h (9 mph), kar omogoča vzpon v približno 15 minutah. Med spuščanjem se energija povrne z regenerativnim zaviranjem, kar vodi do prihranka 75 % celotne porabe energije.
Obstajajo trije vlaki, vsak sestavljen iz dveh vagonov. Potovanje traja približno 20 minut in odpelje vsakih 20 minut, kar zagotavlja zmogljivost 540 potnikov na uro. Zaradi te omejene zmogljivosti lahko čakanje na vstopni postaji traja več ur. Od marca 2021 linija obratuje od 8.00 do 19.00 (od 8.00 do 19.00).

### Splošne reference
- Article "Rio de Janeiro: City of contrasts, quality metro" by C. J. Wansbeek, in Tramways & Urban Transit magazine, March 2005, published by the Light Rail Transit Association.